# 女神圆柱

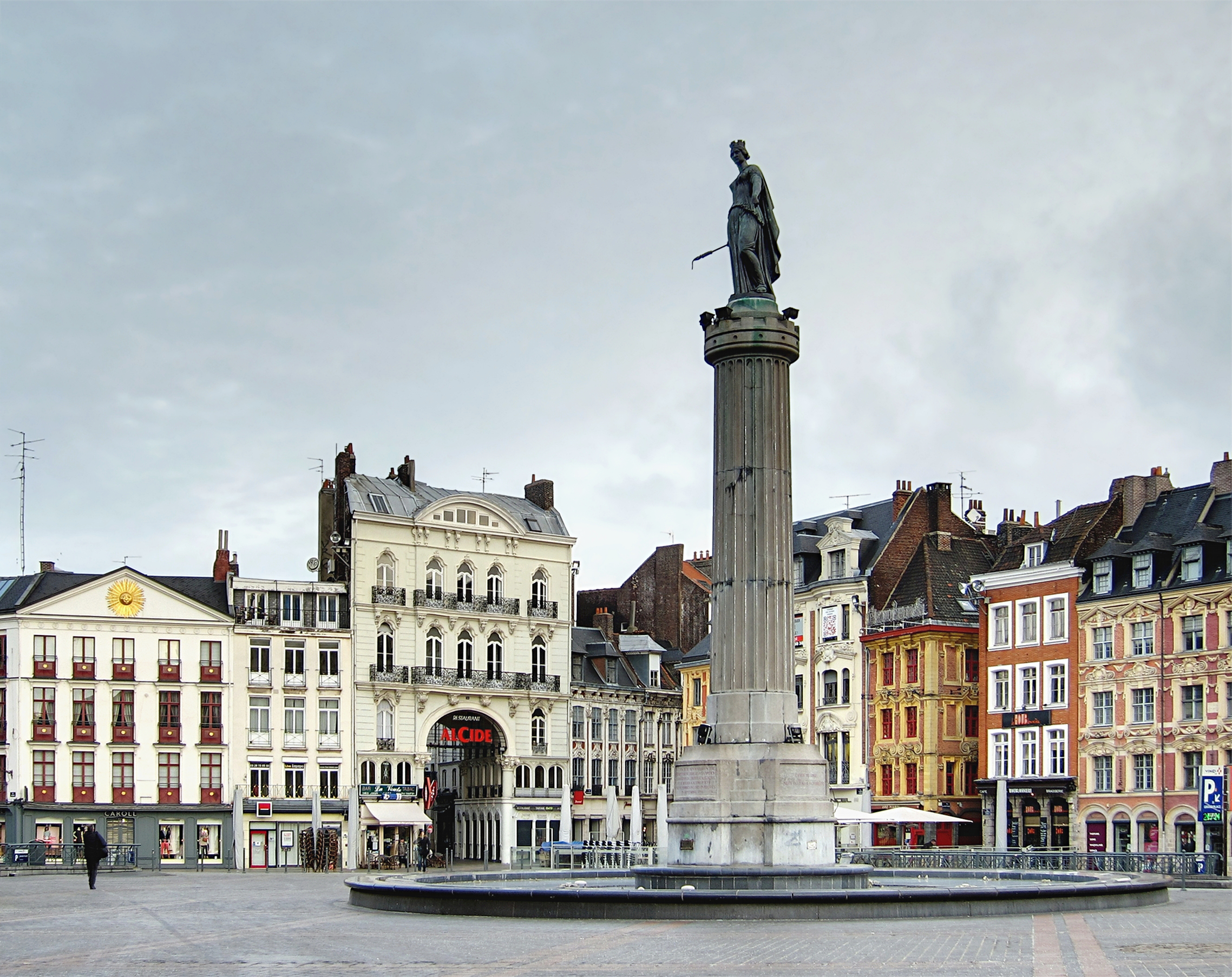
女神圆柱

女神圆柱是法国里尔市民对1792年围城纪念柱的俗称。该纪念柱位于里尔大广场中心，自1990年周围环绕喷泉。

## 历史
虽然1792年9月围城只是法国大革命期间的众多战役之一，但却是里尔历史上的重要事件。当时，一支2万人的奥地利军队围攻里尔城九个日夜，但是市長François André率領城市进行抵抗。奥地利人摧毁了该市的许多房屋，以及位于大广场（今天的戴高乐将军广场）上的主要教堂圣斯德望堂（Saint-Etienne）。

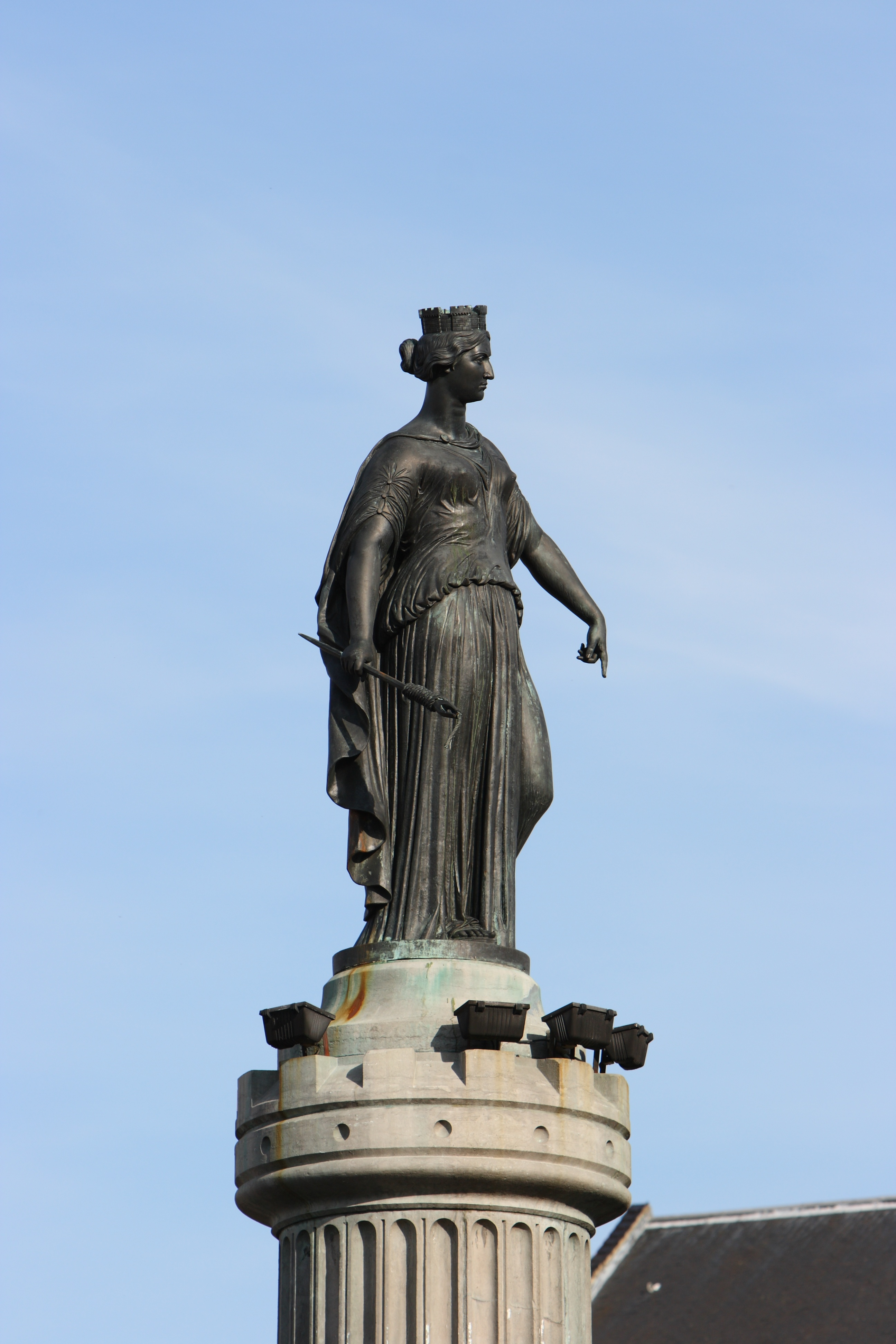
柱顶雕塑

里尔大广场的主教堂没有重建，成为少数既没有教堂又没有钟楼的中心广场之一。50年后，1842年9月，开始修建纪念围城的纪念柱，1845年建成。建筑师Charles Benvignat，柱顶雕塑则出自Théophile Bra之手。